# 数学III
数学III（すうがくさん、英: Mathematics III）は、日本の高等学校における数学の科目の一つである。
1982年度入学生から適用の学習指導要領で「微分・積分」の科目名になったため、一旦科目名から消滅したが、1994年入学生からの学習指導要領で科目名称が復活している。
多くの理系の生徒が選択して学習する（学校によっては必須科目のことも）。また大学入試においても理系学部学科（特に理学部・工学部や医学部・歯学部・薬学部）の多くは数学IIIを試験範囲としている。

## 内容の変遷
各項目の括弧は前学習指導要領における科目名を示している。

### 1956年4月施行
1. 数列と級数
2. 微分法
3. 積分法
4. 順列と組合せ
5. 確率と統計

### 1963年4月施行
1. 微分法とその応用（数学III）
2. 積分法とその応用（数学III）
3. 確率と統計（数学III）

### 1973年4月施行
1. 数列の極限（数学III）
2. 微分法とその応用（数学III）
3. 積分法とその応用（数学III）
4. 確率分布（数学III）
5. 統計的な推測（数学III）

### 1982年4月施行（「微分・積分」「確率・統計」への分割）
1. 極限（数学III）
2. 微分法とその応用（数学III）
3. 積分法とその応用（数学III）

### 1994年4月施行
1. 関数と極限（数学I、微分・積分）
2. 微分法（微分・積分）
3. 積分法（微分・積分）

### 2003年4月施行
1. 極限（数学III）
2. 微分法（数学III）
3. 積分法（数学III）

### 2012年4月施行
1. 平面上の曲線（数学C）と複素平面（復活）
2. 極限（数学III）
3. 微分法（数学III）
4. 積分法（数学III）

### 2022年4月施行
前回の数学Ⅲは学習内容が多いため、現場から変更が求められており、再び数学Ⅲと数学Cに分割された。1の内容が数学Cへと移行した。
1. 極限（数学III）
2. 微分法（数学III）
3. 積分法（数学III）